# Elizabeth Seymour, hertiginnan av Somerset
Elizabeth Seymour, hertiginnan av Somerset, född 1667, död 1722, var en engelsk hovfunktionär. Hon var gunstling åt drottning Anna av Storbritannien och utövade ett visst inflytande. 
Hon gifte sig 1682 med Charles Seymour, 6:e hertig av Somerset. Hon var Groom of the Stole, First Lady of the Bedchamber och Mistress of the Robes åt drottning Anna av Storbritannien 1711-1714. 
Hon beskrivs som observant och med ett lugnt sätt, och ska ha haft ett lugnande inflytande på drottningen och ska ha behållit sitt inflytande genom att i kontrast till den andra favoriten Abigail Masham aldrig pressat henne på tjänster. Hennes make använde henne dock för att utverka tjänster, vilket gjorde henne till en kontroversiell figur i offentligheten, och hon anklagades en gång för att ha planerat att förgifta drottningen, något Anna kraftigt tillbakavisade. Anna lät avskeda och förvisa hennes make 1712, men behöll henne i sin tjänst. 